# Charles Burns

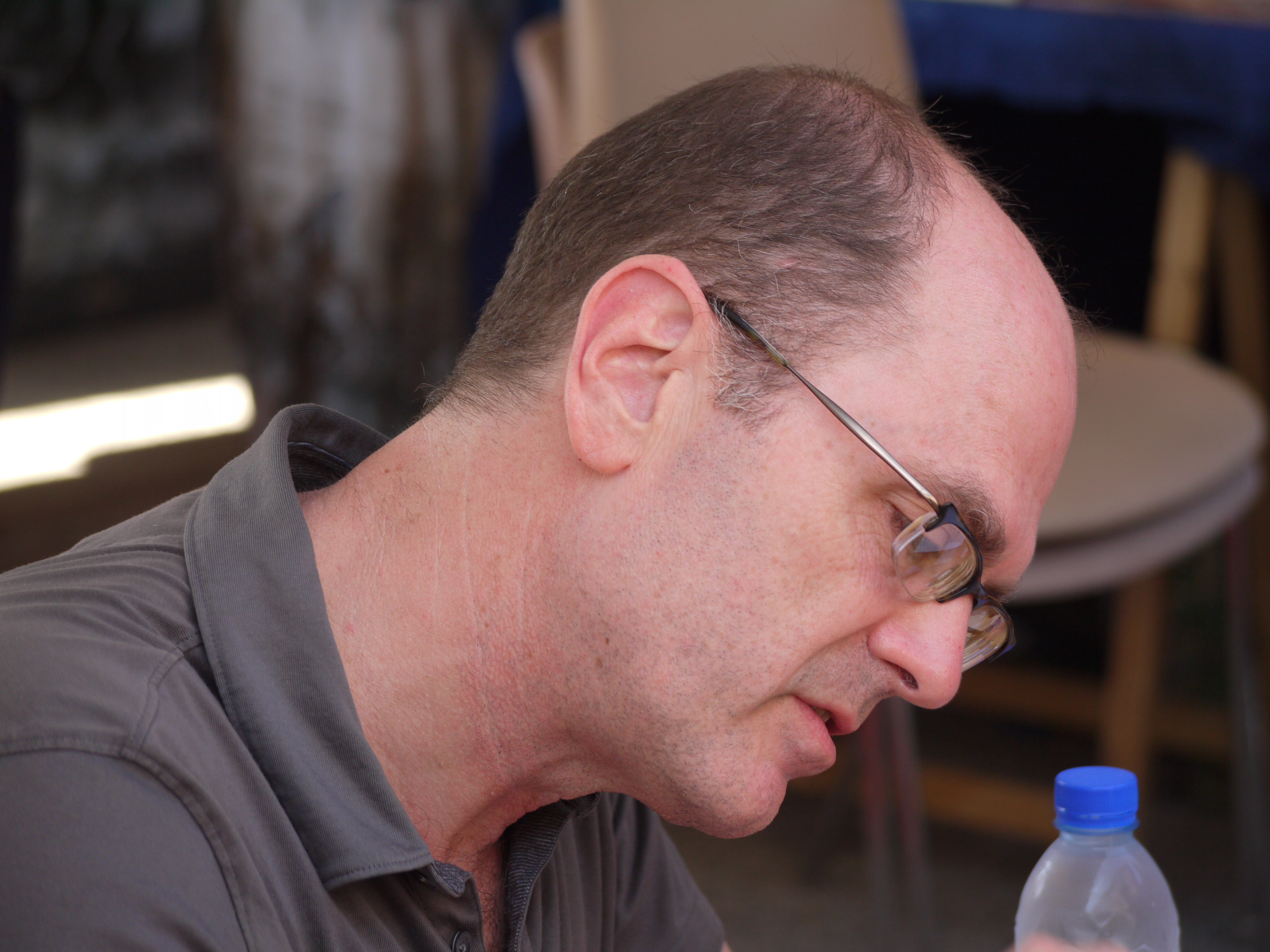
Charles Burns, 2009

Charles Burns (* 27. September 1955 in Washington, D.C.) ist ein US-amerikanischer Künstler, Comiczeichner und -autor. Er arbeitet und lebt gegenwärtig in Philadelphia, Pennsylvania.

## Werdegang

### Die frühen Jahre
Nachdem Burns bis 1977 die Fine Art Class an der University of Washington besucht hatte, studierte er von 1977 bis 1979 Malerei und Skulptur an der Graduate School in Davis, Kalifornien. Zu seinen ersten Arbeiten zählen Covergestaltungen für das Fanzine Sub Pop (aus dem das gleichnamige Plattenlabel entstand).
1981 lernte er Art Spiegelman kennen, der ihn für das Medium Comics begeistern konnte. Bis zum Jahr 1991 schuf Burns Beiträge zu Spiegelmans avantgardistischem Comicmagazin RAW, u. a. Dog Boy und Big Baby. 1983 begann er mit der Serie El Borbah für das Magazin Heavy Metal.
Mitte der 1980er Jahre verbrachte Burns rund zwei Jahre in Italien. Während dieser Zeit wurde er nun auch in Europa bekannt; verschiedene Magazine, unter anderem das deutsche Schwermetall, druckten seine Geschichten ab.

### Black Hole
1993 begann Burns mit der Arbeit an seinem Opus Magnum Black Hole, einer von teils subtilem, teils explizitem Horror getragenen Geschichte über ein Virus, das im Seattle der 1970er Jahre die Schüler einer High School befällt und zu bizarren körperlichen Deformationen führt.
1995 erschien die erste Ausgabe beim amerikanischen Verlag Kitchen Sink Press, ab Band 5 wurde Black Hole von Fantagraphic Books herausgegeben. Nach Erscheinen des zwölften und letzten Bandes der Serie im Jahr 2004 folgte ein Jahr später bei Pantheon Books eine 368-seitige Hardcover-Edition, die alle zwölf Bände in einer leicht modifizierten Version umfasst.

### Non-Comic Arbeiten
Abgesehen von seinen in Comicform erschienenen Werken gestaltete Burns unter anderem das Cover des Iggy-Pop-Albums „Brick by Brick“, Werbe-Sujets für Altoids und Levi’s, und Designs für die Mitte der 1990er Jahre von der Coca Cola Company in den USA auf den Markt gebrachte Getränkemarke OK Soda.
Darüber hinaus hatte er Veröffentlichungen und Cover-Illustrationen in den Magazinen TIME, Rolling Stone, Esquire und The New Yorker. Für das 2003 gegründete Magazin The Believer gestaltet er das Cover jeder Ausgabe und wird dort als offizieller Cover Designer geführt.

## Stil
In Burns’ Zeichenstil finden sich Einflüsse und Anleihen aus den amerikanischen Horror-Comics der frühen 1950er Jahre (vor Einführung des Comics Codes in der McCarthy-Ära), aber auch eine kühle Ästhetik, wie sie im Werbe- und Mediendesign der 1980er Jahre Anwendung fand. Burns’ Zeichnungen sind weitestgehend klar konturiert und schnörkellos, verwenden einen Schwarz dominierten Schwarzweiß-Zeichenstil sowie Schraffuren.
Für seine Leistungen als Tuscher (engl. Inker) wurde Burns von 1998 bis 2006 insgesamt sieben Mal mit dem Harvey Award ausgezeichnet.

## Trivia
Charles Burns besuchte in den frühen 1970er Jahren das Evergreen State College in Olympia, Washington. Dort lernte er den Simpsons-Erfinder Matt Groening und die Cartoonistin Lynda Barry kennen, mit denen er an der dortigen Schülerzeitung arbeitete.
Matt Groening, der zahlreiche Charaktere der von ihm entworfenen Fernsehserie Die Simpsons nach Familienmitgliedern und Freunden benannte, hat sich allem Anschein nach bei der Namenswahl der Figur des Charles Montgomery Burns von seinem ehemaligen Mitschüler Charles Burns inspirieren lassen.
Anfang der 1990er Jahre adaptierte MTV die Dog Boy Geschichten für die Fernsehserie Liquid Television in Form einer Real-Serie, für die Burns auch das Drehbuch schrieb.

## Bibliographie
Hinweis: Black Hole ist in den USA in 12 Bänden erschienen, in Deutschland hingegen in 6 Bänden, wobei eine deutsche Ausgabe den Umfang von zwei Bänden der US-Ausgabe hat. Die deutschen Ausgaben von Big Baby und El Borbah sind früher erschienen als die US-Ausgaben, da die beiden Werke in den USA ursprünglich als Serie im Magazin RAW resp. Heavy Metal veröffentlicht wurden.
- 1988 Hardboiled Defective Stories (Pantheon Books)
- 1991 Curse of the Molemen (Kitchen Sink Press)
- 1992 The Residents – Freak Show (Dark Horse Comics)
- 1995–2004 Black Hole (Kitchen Sink Press, Fantagraphics Books, 12 Bände, dt. bei Reprodukt)
- 1999 El Borbah (Fantagraphics Books, dt. bei Alpha Comic Verlag)
- 2000 Big Baby (Fantagraphics Books, dt. bei Edition Kunst der Comics)
- 2001 Skin Deep: Tales of Doomed Romance (Fantagraphics Books)
- 2007 One Eye (Pantheon Books)
- 2010 X'ed Out (Pantheon Books, dt. bei Reprodukt)
- 2010 Johnny 23 (Le Dernier)
- 2012 The Hive (Pantheon Books)
- 2014 Zuckerschädel (Sugar Skull, Pantheon Books, dt. bei Reprodukt)
- 2016 Last Look (Pantheon Books)

## Auszeichnungen
- 1989 Harvey Award Spezialauszeichnung für herausragende Leistungen in Produktion/Präsentation, für Hardboiled Defective Stories (RAW/Pantheon)
- 1998 Harvey Award für den besten Tuscher (Inker), für seine gesamte Arbeit im Jahr 1997, inklusive Black Hole (Kitchen Sink Press)
- 1999 Harvey Award für den besten Tuscher (Inker), für seine gesamte Arbeit im Jahr 1998, inklusive Black Hole (Kitchen Sink Press)
- 2001 Harvey Award für den besten Tuscher (Inker), für Black Hole (Fantagraphics Books)
- 2002 Harvey Award für den besten Tuscher (Inker), für Black Hole (Fantagraphics Books)
- 2003 Ignatz Award für herausragende Story, für Black Hole (Fantagraphics Books)
- 2004 Harvey Award für den besten Tuscher (Inker), für Black Hole (Fantagraphics Books)
- 2004 Harvey Award für den besten Titelblatt-Zeichner, für Black Hole (Fantagraphics Books)
- 2005 Harvey Award für den besten Tuscher (Inker), für Black Hole (Fantagraphics Books)
- 2006 Harvey Award für den besten Tuscher (Inker), für Black Hole #12 (Fantagraphics Books)